# Tumeur maligne
Pour un article plus général, voir Cancer.
 (mai 2025).

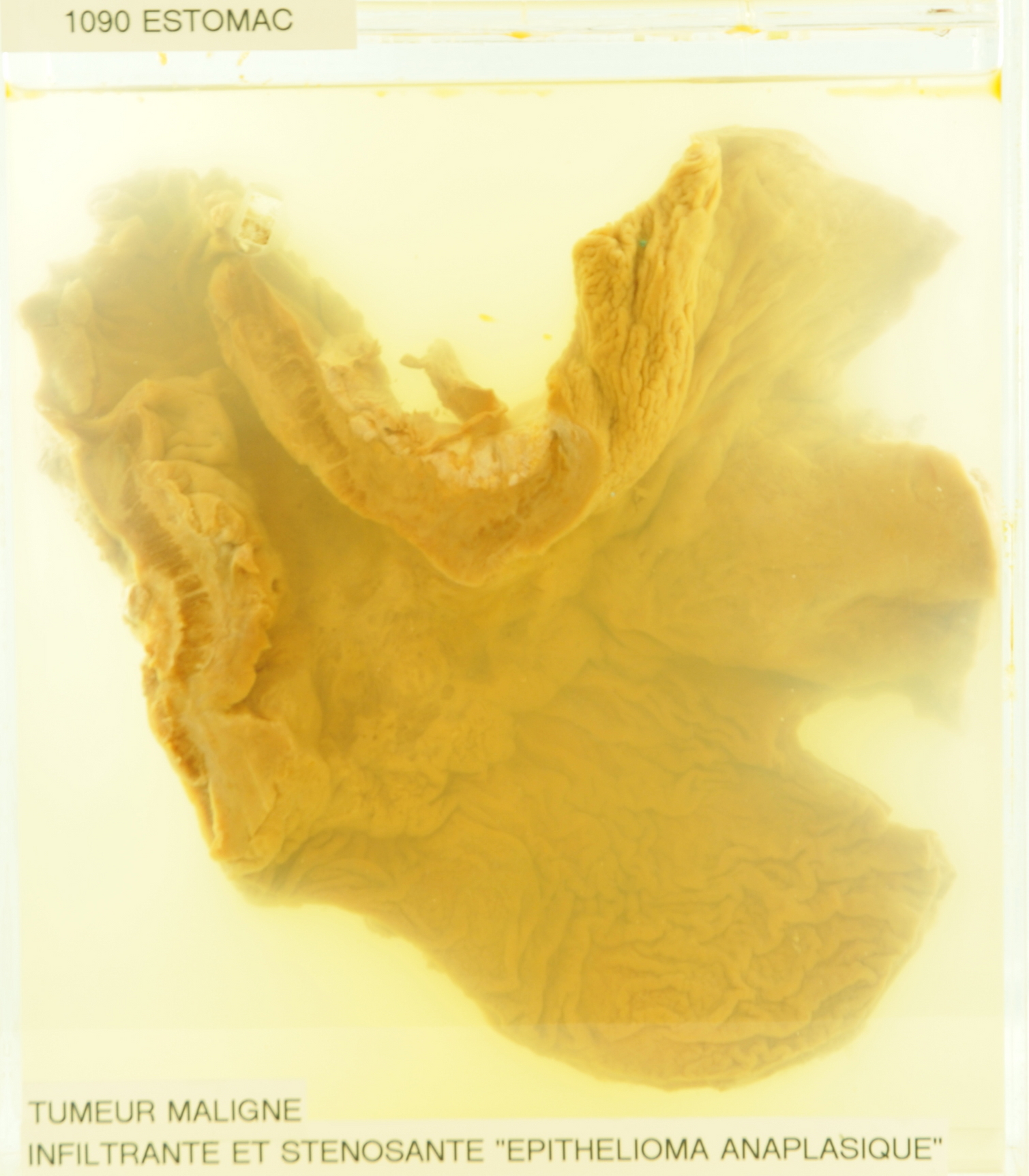
Estomac : tumeur maligne infiltrante et sténosante.

On qualifie de tumeur maligne un nodule tissulaire de type néoplasme, avec pour trait distinctif à l'analyse médicale un envahissement plus ou moins agressif des tissus environnants.
Ces tumeurs sont hautement suspectes car elles peuvent dégénérer en métastases.

## Détection
Cet envahissement caractéristique peut être visualisé soit par imagerie (exemple : mammographie montrant une tumeur radiante), soit en microscopie (examen histologique d'un prélèvement de tissu hyperplasique suspect).